# Bengt Häger (politiker)
Bengt Häger, född 2 juni 1933 i Sälskär, är en åländsk politiker (obunden) och författare. Hans far var den sista fyrvaktaren i Sälskär. 
Han var ledamot av Ålands lagting 1991-1995 och kansliminister i Ålands landskapsstyrelse 1996-1999.